# Dwight Jones
Dwight Elmo Jones (ur. 27 lutego 1952 w Houston, w stanie Teksas, zm. 25 lipca 2016 w The Woodlands tamże) – amerykański koszykarz, uczestnik i srebrny  medalista letnich igrzysk olimpijskich w Monachium. Był zawodnikiem NBA, występował w Atlanta Hawks Houston Rockets, Chicago Bulls, Los Angeles Lakers.

## Osiągnięcia
NBA
- Lider play-off w skuteczności rzutów wolnych (1981)[2]